# Umberto Ammaturo
Umberto Ammaturo (Nápoles, 21 de mayo de 1941) es un ex-narcotraficante italiano. Conocido por gestionar el narcotráfico entre Italia y Perú, posteriormente se convirtió en pentito (colaborador de la justicia) en 1993.

## Biografía
Ammaturo nació en Nápoles en 1941. Su padre era comerciante de vinos y su madre murió cuando Ammaturo tenía solo 7 años. Ya a los 14 años estaba de aprendiz en la delincuencia y estuvo en prisión hasta los 18 por robo. En 1965, comenzó una relación con Pupetta Maresca (modelo que mató al asesino de su esposo en 1955) y tuvieron mellizos. El primer hijo de Maresca fue asesinado en 1974 y se creyó que fue Ammaturo, ya que el joven no aprobaba la relación con su madre, pero aunque fue absuelto, Maresca se separó de Ammaturo.

## Carrera criminal
Ya enriquecido con el contrabando de cigarrillos en los años 1960, se alió con Michele Zaza pero analiza que el narcotráfico es la ganancia real. Para esto, emigra a Perú para nuevas alianzas. En 1974 y 1977 sería arrestado, sin embargo lo enviaban a hospitales psiquiátricos gracias al psiquiatra Aldo Semerari pero se escapaba.

## Barón de la cocaína
A diferencia de los jefes convencionales de la Camorra, Ammaturo permaneció solitario. No tenía territorio definido ni familia mafiosa, y se especializó por completo en el tráfico de cocaína, sobre todo con Bardellino. El narcotráfico le proporcionó riqueza y poder, aunque carecía de control social y aun menos influencia política en Italia.
En la década de 1980, estableció un monopolio virtual del narcotráfico de cocaína a Italia desde Perú, donde se benefició de la protección y complicidad de importantes personalidades. El éxito particular de Ammaturo fue el resultado de su innovación para establecer un sistema triangular de contrabando de cocaína, involucrando a varios países africanos como escalas, en lugar de utilizar únicamente el eje tradicional Sudamérica-Europa. Diversificó sus intereses a escala global, comprando un centro turístico en Senegal a través de una cuenta bancaria en Suiza. Según la DEA, debido a sus actividades, Ammaturo fue uno de los principales financieros del movimiento guerrillero Sendero Luminoso en Perú.

### Nuova Famiglia
En 1978, Ammaturo se incluyó en la Nuova Famiglia gracias a su amistad con los Zaza y un viejo camorrista, Spavone. Y entonces se provocará una sangrienta guerra camorrista: 1250 muertos entre 1978-84, entre ellos el psiquiatra Semerari (muerto en 1982 por orden de Ammaturo por falsificar también para Cutolo).

### Procesos
En 1982, fue arrestado junto con Maresca por asesinato y extorsión. Ammaturo escapa pero Maresca no. En 1987, fue condenado pero después fue absuelto. En agosto de 1990, fue arrestado en Brasil y una vez más escapó de prisión. En 1992, el clan Ammaturo fue golpeado con 9 arrestos y la incautación de drogas.

## Pentito
Lo volvieron a arrestar en mayo de 1993, y Ammaturo fue extraditado a Italia. Antes de esto, Ammaturo había restablecido su vida y por eso decidió convertirse en pentito, rompiendo la omertá o código de silencio. Como consecuencia asesinan a su hermano pero Ammaturo no desistió, al contrario confesó bastantes secretos de la Nuova Famiglia y el haber decapitado personalmente al psiquiatra Semerari.